# 大校

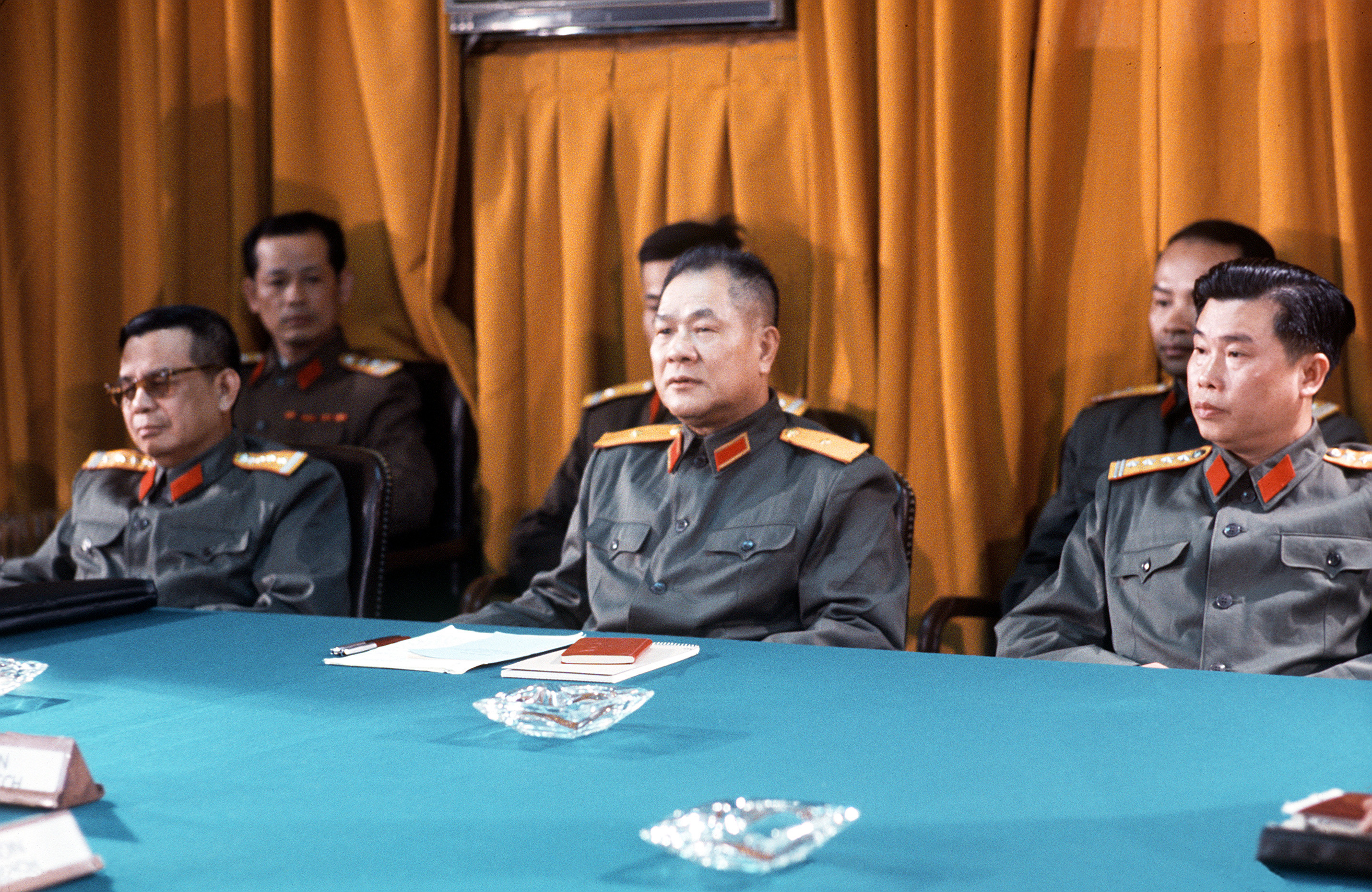
越南人民軍大校，右起第一位（1973年）

大校是軍人的職銜，介於少將和上校之間，属于校级军官军衔（field officer ranks）。此军衔的地位与准將大略相当，通常擔任旅长、副师长、師長、副军长等。
目前中國人民解放軍、朝鮮人民軍、越南人民軍、古巴革命武装力量、英國陸軍以及英國皇家海軍陸戰隊等英联邦成员国的陆军（“Brigadier”在英联邦成员国陆军中归类为校级军官）、摩洛哥皇家軍隊设置有大校军衔。

## 中华人民共和国的大校军衔
大校是中国人民解放军的一种校官军衔，也是最高级别的校官军衔，位于少将和上校之间。中国国防部将大校的英文翻译为“Senior Colonel"。

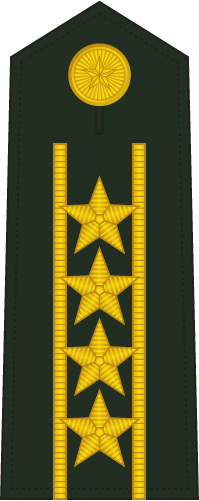
中國人民解放軍陸軍大校肩章
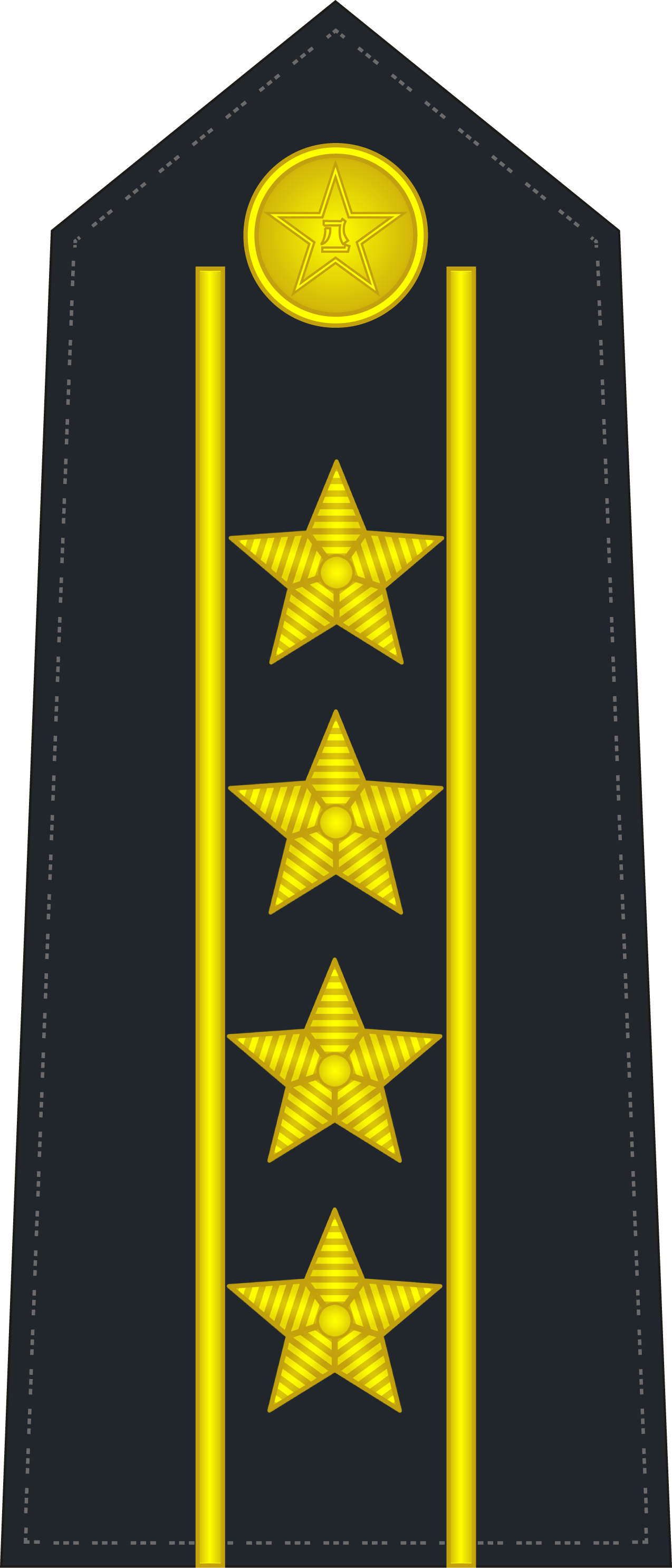
中國人民解放軍海軍大校肩章
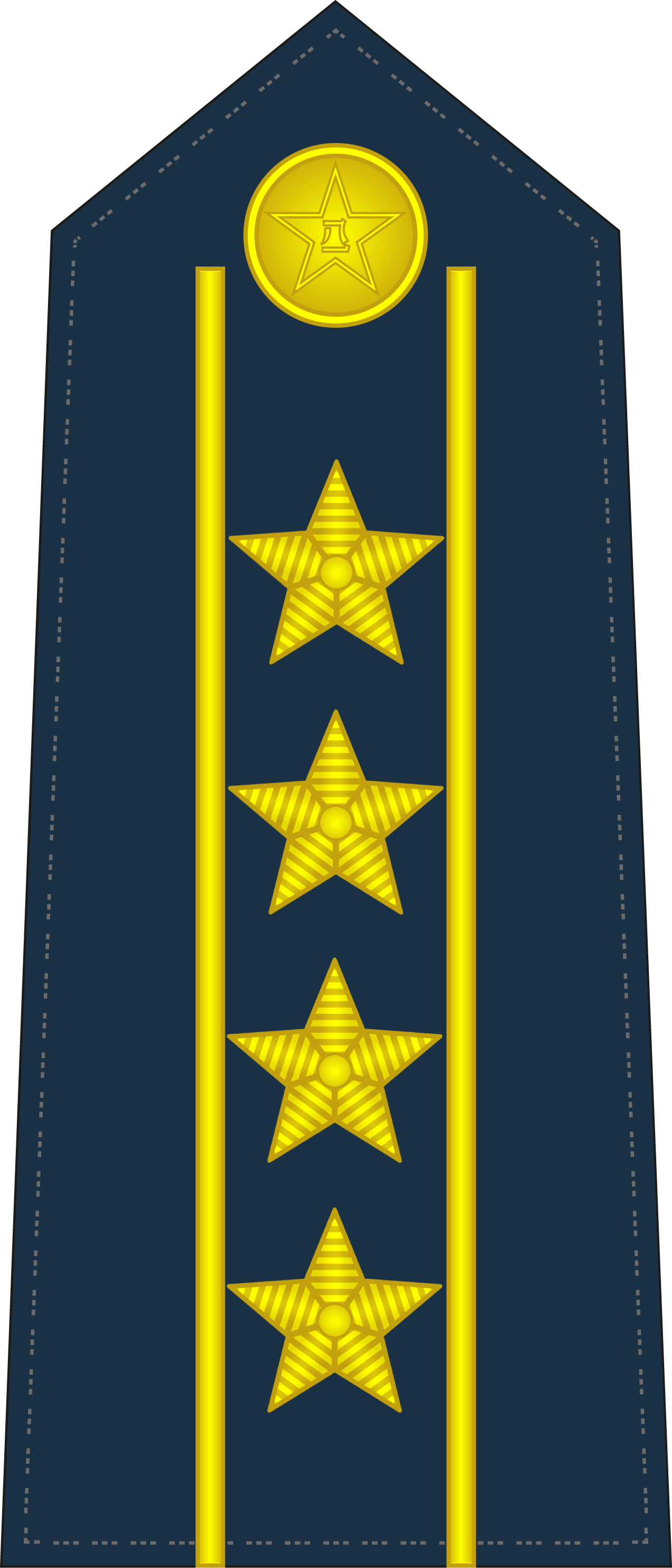
中國人民解放軍空軍大校肩章
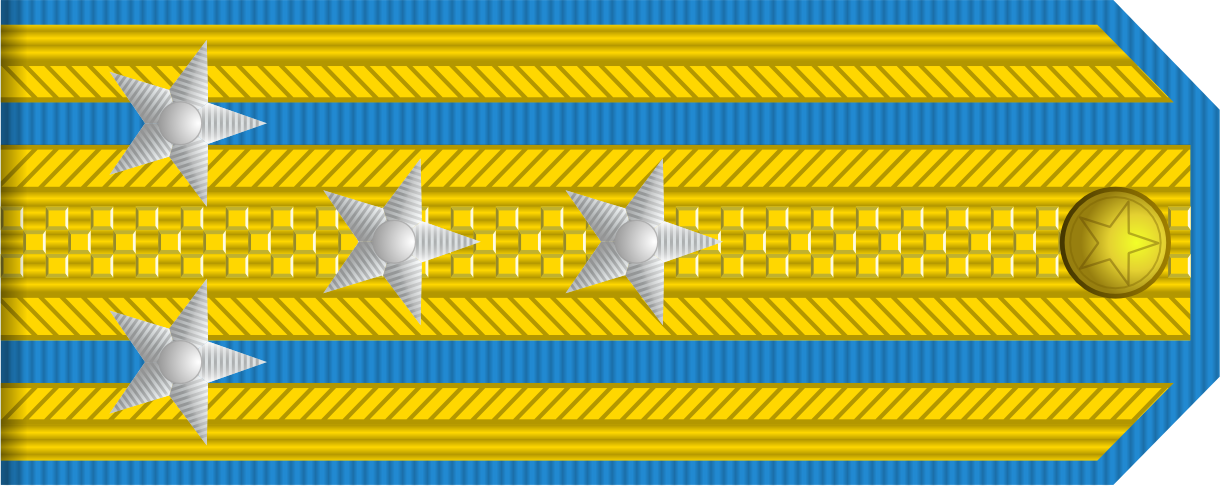
中國人民解放軍空軍大校肩章（1955年式）

## 朝鮮民主主義人民共和國的大校军衔
朝鲜民主主义人民共和国是世界上第一个设置“大校”（朝鲜语：／）这一军衔的国家。其军衔图案为两杠四星，是第四级校官，其下为上校（朝鲜语：／）。朝鲜人民军的大校军衔是不考虑英国陆军与英联邦军衔的情况下现代世界上第一个代表第四级校官军衔的。朝鲜人民军自建立以来一直设置有大校军衔。

## 越南的大校军衔
越南人民军1948年实行军衔制，参照日本军衔设置，将上校一级称为大佐（Đại tá），分为大佐/上校、中佐/中校、少佐/少校。1958年以制度上学习中国和朝鲜为主重新评定军衔，设置了四级校官，增设了大校作为校官的最高级别，称为“上级大佐” （Thượng cấp Đại tá），其下为大佐/上校（Đại tá），一直到80年代前期，大校军衔一直存在于越军军衔体制内。图案为两杠四星。1982年5月，越南颁布《人民军军官法》再次修改军衔制，恢复1948年仿照日本的设置，即取消上级大佐/大校军衔，分为大佐/上校、中佐/中校、少佐/少校。1990年12月修改《人民军军官法》，又恢复大校军衔，直到现在越南人民军的校官军衔仍是四级，分为上级大佐/大校、大佐/上校、中佐/中校、少佐/少校，与中国人民解放军和朝鲜人民军军衔制度相同。

## 英国及英联邦成员国陆军的校級准將
英联邦成员国的情况比较特殊，若干軍種中的准將在序列上屬於校級軍官，實際上相當於大校，介於上校和少將之間。英國陸軍的准將属于校官，不属于将军；英国皇家海军的准將不属于海军将領；但英国皇家空军的准將属于空军将領。历史溯源，1919年英国空军设置了Air Commodore军衔，这时等价的陆军军衔为brigadier-general，后者属于陆军将官，直至1922年才改称brigadier。
英联邦成员国陆军的准將军衔标志普遍为王冠（或国徽）加三枚星徽。

英國陸軍准將肩章
英國皇家海軍陸戰隊准將肩章

## 瑞典大校军衔
1972-2009年设大校（Överste 1gr；Senior Colonel）军衔。1983年才设准将，因此1972-1983年的军衔体制在少将下面就是四星大校，尉官也是三级，军官军衔等级设置和中国人民解放军87年军衔（94版）一样。

## 摩洛哥大校军衔
同时设大校（Colonel Commandant）和准将。校官为4级。

## 阿根廷大校军衔
陆军同时设大校（Coronel Mayor）和准将（General de Brigada）。大校为荣誉军衔，授予资深的上校，或者晋升军衔的上校但同时准将没有空缺的情形。
空军的上校为Comodoro。同时设空军大校（Comodoro Mayor），为荣誉军衔。

## 古巴大校军衔
自1959年古巴革命后参照中国人民解放军和越南人民军在军衔制度中增设大校（Primer Coronel）军衔，但同时设有准将（General de Brigada）。
海军大校为Capitán de flotilla，同时设海军准将（Contralmirante）。

## 智利大校军衔
与阿根廷类似，智利陆军同时设上校（Coronel）、大校（Brigadier）和准将（General de Brigada）。大校为校级军官的最高军衔。

## 德国大校军衔
纳粹德国党卫队衔级体系中的党卫队上级领袖（区队长）。納粹德國海軍军衔Kommodore

## 葡萄牙大校军衔
葡萄牙陆军中經過选拔但尚未晋升为将军的上校，官方称为coronel tirocinado，字面直译为“高级上校”，军衔标志增加银色将星。 

## 世界各国大校军衔

中国人民解放军大校肩章
朝鮮人民軍陸軍大校肩章
瑞典陸軍大校肩章
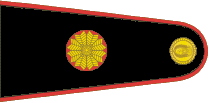
阿根廷陸軍大校肩章
智利陆军大校
葡萄牙陆军大校